# Gijón Baloncesto

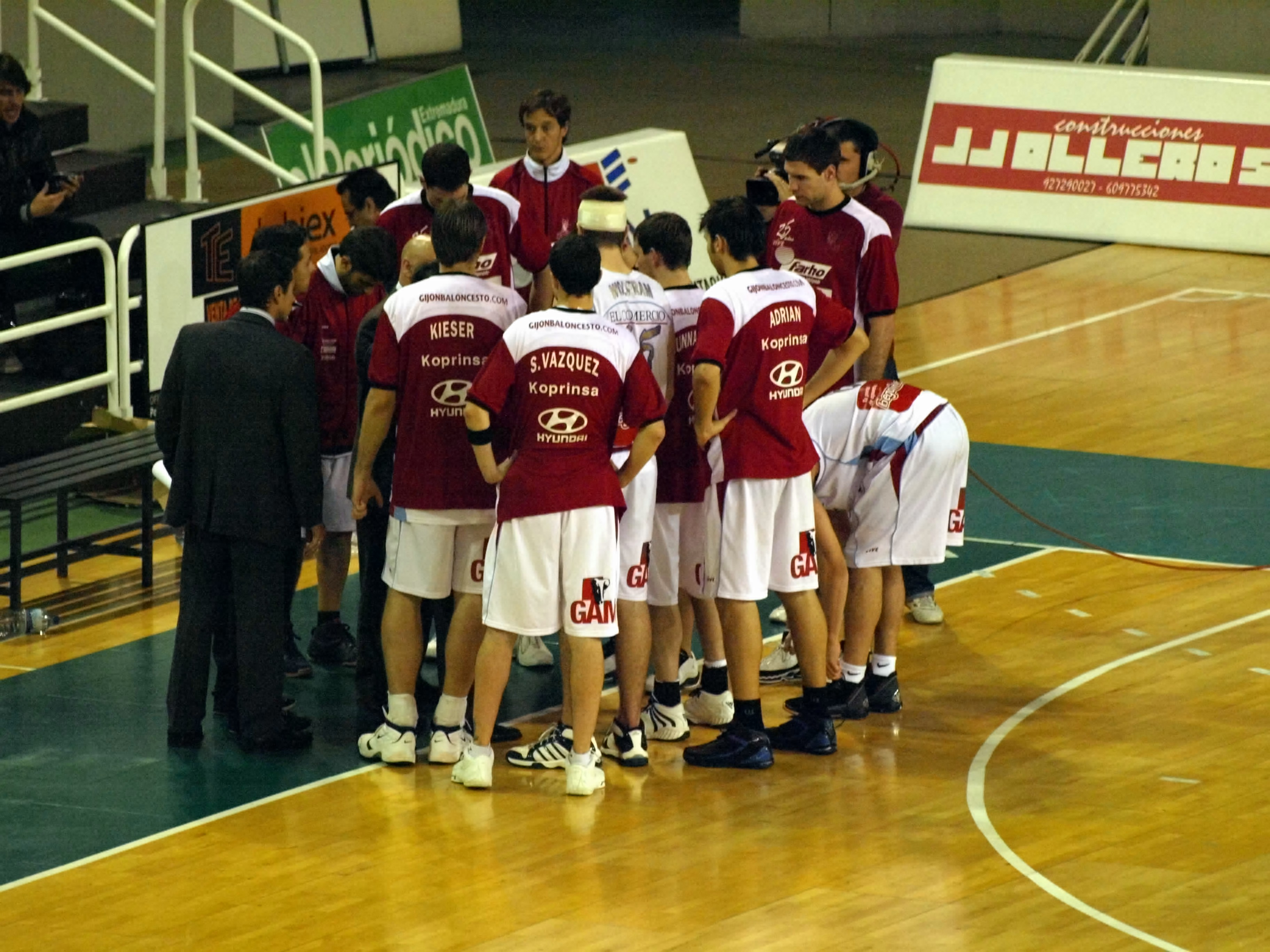
Jugadores del Gijón Baloncesto recibiendo instrucciones durante un tiempo muerto en un partido ante el Cáceres 2016 (2007).

Gijón Baloncesto fue un club y sociedad anónima deportiva de baloncesto con sede en Gijón (Asturias) que desapareció en 2009.

## Historia
El 26 de noviembre de 1981 un grupo de personas representantes de clubes y colegios en los que se practicaba el baloncesto juntaron sus intereses comunes con el fin de revitalizar este deporte en Gijón. La reunión tuvo lugar en el colegio de la Inmaculada y en ella estuvieron presentes: Rogelio Llana, Carlos Meana, Francisco Imargues, Dionisio Viña, Pachi Cuesta, Alejandro Fernández-Nespral, Leopoldo Galán, José Manuel Guerrero, Jesús Oliva, Rafael Presedo, Antonio Mortera, Gerardo López y Emilio de Diego. El proyecto se fue madurando tras lograr el apoyo de clubes y autoridades. El 7 de junio de 1982 el Real Grupo de Cultura Covadonga, que entonces militaba en la Segunda División de la Liga Española, le cede los derechos federativos. La primera directiva queda compuesta por Alejandro Fernández-Nespral como presidente, Carlos Meana como vicepresidente, Fernando Ruiz como secretario y Jesús Oliva como tesorero.
El club debuta en la temporada 1982-83 con una plantilla formada por los bases: Nacho Galán, Luis Marín y Lolo Solís; los aleros Alejandro Gutiérrez, Jorge Sabadell, Alfonso Oleart, el primer fichaje del club, y José Luis Escandón y los pívots Carmelo García, Antonio Provecho y Pedro Domínguez. Aquella plantilla la completaban dos juniors, Javier Méndez y Pedro Meré y mediada la temporada llegó otro pívot, Pedro Guimerá. El entrenador era Pedro Zorrozúa. Jorge Sabadell tuvo el honor de anotar la primera canasta del Gijón Baloncesto en el partido de presentación con el Elosua León como rival. La temporada fue un éxito ya que logró 23 victorias en 24 partidos y el ascenso a la Primera División B en una fase celebrada en Melilla.
Fue una época de constante crecimiento ya bajo la presidencia de Celestino Grana. Llegó el primer extranjero, Larry Moffet, un pívot estadounidense con pasado en la NBA que rápidamente caló muy hondo en los aficionados por su gran nivel de juego y por su comportamiento como persona. Grana y Moffet pasarán a la historia del club como dos de los nombres más importantes. En esa misma lista figura con letras de oro, Bill McCammon. El entrenador estadounidense pasaba por Gijón camino de Villagarcía de Arosa donde iba a participar en un clinic que organizaba el entonces jugador Anicet Lavodrama. En Gijón leyó en la prensa que el equipo de la ciudad buscaba entrenador y ni corto ni perezoso contactó con los directivos para ofrecer sus servicios. Curiosamente las conversaciones acabaron en un acuerdo y Bill se hizo cargo del equipo. Con una plantilla de circunstancias logra lo que sería el mayor hito en la historia del club. Al final de esa temporada, 1994-95, asciende a la Liga ACB. Tras solamente un año desciende a la Liga Española de Baloncesto, recién creada. Aquella plantilla estuvo formada por David Fernández, Sergio Cortés, Johnny «Sonrisas» McDowell, José Luis Casaprima, Paco Gómez, Arturo Cavero, Borja Rodríguez, Toño Grana, Juan Antonio  Hernández, Roberto Carvajal, Pablo Noguero y Juanjo Meana.
La temporada 1998-1999 el equipo asciende de nuevo a la Liga ACB. Aquel conjunto estaba entrenado por el ex-seleccionador nacional español Moncho López, posteriormente el equipo descendería en la temporada 2001-02. Desde la temporada 2002-03 hasta la temporada 2006-07 compite en la LEB Oro contando en sus filas con jugadores como Saúl Blanco, Mark Bigelow o Antxon Iturbe, descendiendo en 2007 a la LEB Plata. El club cesa su actividad tras la temporada 2008-09, al no inscribirse en ninguna competición.
En el año 2004 se crea la "Fundación Gijón Baloncesto" como una decidida apuesta de los responsables en aquellos momentos del club por el baloncesto base, para intentar y lograr en la medida de sus posibilidades que este deporte no solo llegue a todos los lugares de Asturias donde no existe, sino que se potencie de forma decisiva donde ya es una realidad. La Fundación Gijón Baloncesto nace con el ánimo de aumentar el número de practicantes, todo aquel que quiera jugar al baloncesto debe poder hacerlo y será este reto, uno de los objetivos primordiales de dicha Fundación, a través de campus deportivos, torneos, escuelas de baloncesto y centros de tecnificación.
Durante varios últimos años, la Fundación "Gijón Baloncesto" fue también la responsable de la sección de baloncesto del Colegio de la Inmaculada.

## Principio del fin
Curiosamente el primer gran éxito, el ascenso a ACB fue el principio del fin para el Gijón Baloncesto. Las normas de la primera categoría del baloncesto español exigían un canon de inscripción de 400 millones de pesetas que, tras varias negociaciones, puso la Caja de Ahorros de Asturias con el aval del Principado. El club se comprometía a llevar publicidad institucional durante varias temporadas como compensación a los desembolsos anuales que el Principado haría a la Caja para pagar el canon. Esto supuso que durante varias temporadas el Gijón Baloncesto no ingresara ni una sola peseta más de las instituciones. La aventura del Gijón Baloncesto en la ACB solo duró una temporada y el Principado dejó de pagar las anualidades acordadas. Pero la deuda figuraba en el pasivo del club y además fue aumentando por los recargos debido a los impagos. La economía del club ya nunca se recuperó.
Pese a que deportivamente la mejor época aún estaba por llegar con Moncho López en el banquillo y un joven Luis Scola, hoy figura de la NBA y de la selección Argentina, en la cancha liderando un equipo para ascender de nuevo a la ACB y permanecer tres temporadas logrando victorias sobre los grandes clubes de la Liga española, el lastre económico era demasiado grande y el descenso fue la puntilla definitiva. Desde ese momento todo fue cuesta abajo. Tras mantenerse algunas temporadas en la LEB Oro y LEB Plata el club desaparece.

## Personas destacadas
Esta pequeña historia estuvo protagonizada por muchos hombres en las distintas facetas. La presidencia la ocuparon sucesivamente Alejandro Fernández-Nespral, Tino Grana, José Ramón González, Fernando Ruiz, Javier Margolles, Félix Baragaño y nuevamente Javier Margolles.
El speaker desde 2002 a su desaparición fue Jorge Artime que hizo también labores de delegado utillero.
Por el banquillo pasaron desde desconocidos y con escasa trayectoria posterior a consolidados entrenadores e incluso seleccionadores nacionales. Tras Pedro Zorrozúa dirigieron al equipo José Antonio Figueroa, Ed Johnson, Ricardo Hevia, Trifón Poch, Víctor Lago, Paco Garrido, Antonio Garrido, Bill McCammon, Iñaki Iriarte, Luis Casimiro, Vicente Charro, Pepe Rodríguez (entrenador), Moncho López, Moncho Fernández, Diego Tobalina, Joaquín Prado, Jorge Elorduy y Jenaro Díaz.
Obviamente la nómina de jugadores en 27 años de historia es larga, muchos pasaron sin pena ni gloria pero otros dejaron huella entre los aficionados: Larry Moffet, «Vallecas» Hernández, Charly López Rodríguez, Bob Harstad, Brad Sellers, quien llegó tras compartir banquillo nada menos que con Michael Jordan en los Chicago Bulls pero que aquí pasó desapercibido, James Blackwell, Carles Marco, Paco Vázquez, Ferrán Laviña, Linton Townes, clave en el último de los ascensos, Tomás Jofresa, Diego Sánchez, Luis Scola sin lugar a dudas el mejor jugador en la historia del club, Javi Rodríguez Pérez, Óscar Yebra, Pancho Jasen, Saúl Blanco, Lou Roe o Tom Wideman serán recordados por las tardes de gran baloncesto ofrecidas a los aficionados. Roe fue elegido mejor jugador de la liga en la temporada 2000-01 militando en las filas del Gijón Baloncesto.

### Entrenadores históricos
- Ed Johnson
- Ricardo Hevia
- Paco Garrido
- Trifón Poch
- Bill McCammon
- Iñaki Iriarte
- Luis Casimiro
- Moncho López
- Moncho Fernández

### Jugadores históricos
- Bob Harstad
- Brad Sellers
- Luis Scola
- Michael Smith
- Tomás Jofresa
- Óscar Yebra
- Saúl Blanco
- Lou Roe
- Antxon Iturbe
- Javi Rodríguez
- Tom Wideman
- Juan Antonio Hernández
- Hernán Jasen
- Glen Whisby
- Carles Marco
- Álex Escudero
- Joserra Esmorís
- James Blackwell
- Etdrick Bohannon
- Stephen Howard
- Pep Cargol
- Ryan Stack
- Todd Fuller
- Pedro Robles
- Pere Capdevila
- Terquin Mott
- Linton Townes